# 黛安娜·艾勃特
黛安娜·朱莉·艾勃特（英語：Diane Julie Abbott，1953年9月27日—）是一名英国工党政治家，现为下議院之母。1987年大选时，她在北哈克尼和斯托克纽因顿选区当选为国会议员（MP），成为首位下议院的黑人女性议员。
艾勃特毕业于剑桥大学，曾作为公务员在内政部工作过三年，亦曾在泰晤士電視台、TV-am任记者，后担任大倫敦議會新闻官。1982年当选威斯敏斯特市议会议员，1987年赢得国会议席。
2010年，艾勃特参选工党领袖失利，随后被文立彬任命为影子公共卫生副大臣。2016年她参选大伦敦市长，但未能赢得党内初选。
艾勃特支持杰里米·科尔宾竞选工党领袖，科尔宾成功后提拔艾勃特为为影子国际发展大臣。2016年影子内阁大辞职，她得以晋升为影子卫生大臣，并在安迪·伯纳姆参选曼彻斯特市长后，接替他为影子内政大臣。
2017年大選之前艾勃特接受采访时发挥失常，故暂时被莱恩·布朗接替了影子内政大臣一职。大选后，艾勃特透露，自己患有2型糖尿病，这影响了选前表现。随着病情得到控制，她重新履职。
艾勃特被视为工党左翼，多次投票反对过党，特别是投票反对伊拉克战争，引入身份证和保持英国核威慑力量等议题。她频频在媒体上亮相，包括BBC一台、第四新闻台和BBC二台的节目。

## 政治事业

### 早年生活和事业
艾勃特出1953年生於倫敦帕丁顿, 父母为牙买加移民. 父親為焊工, 母親為護士. 她大學就讀於劍橋大學, 主修歷史. 她在訪談中有提到沒有劍橋大學, 就沒有現在的她. 
劍橋大學畢業後, 她在英國內政部實習(1976 - 1978).